# 文岛

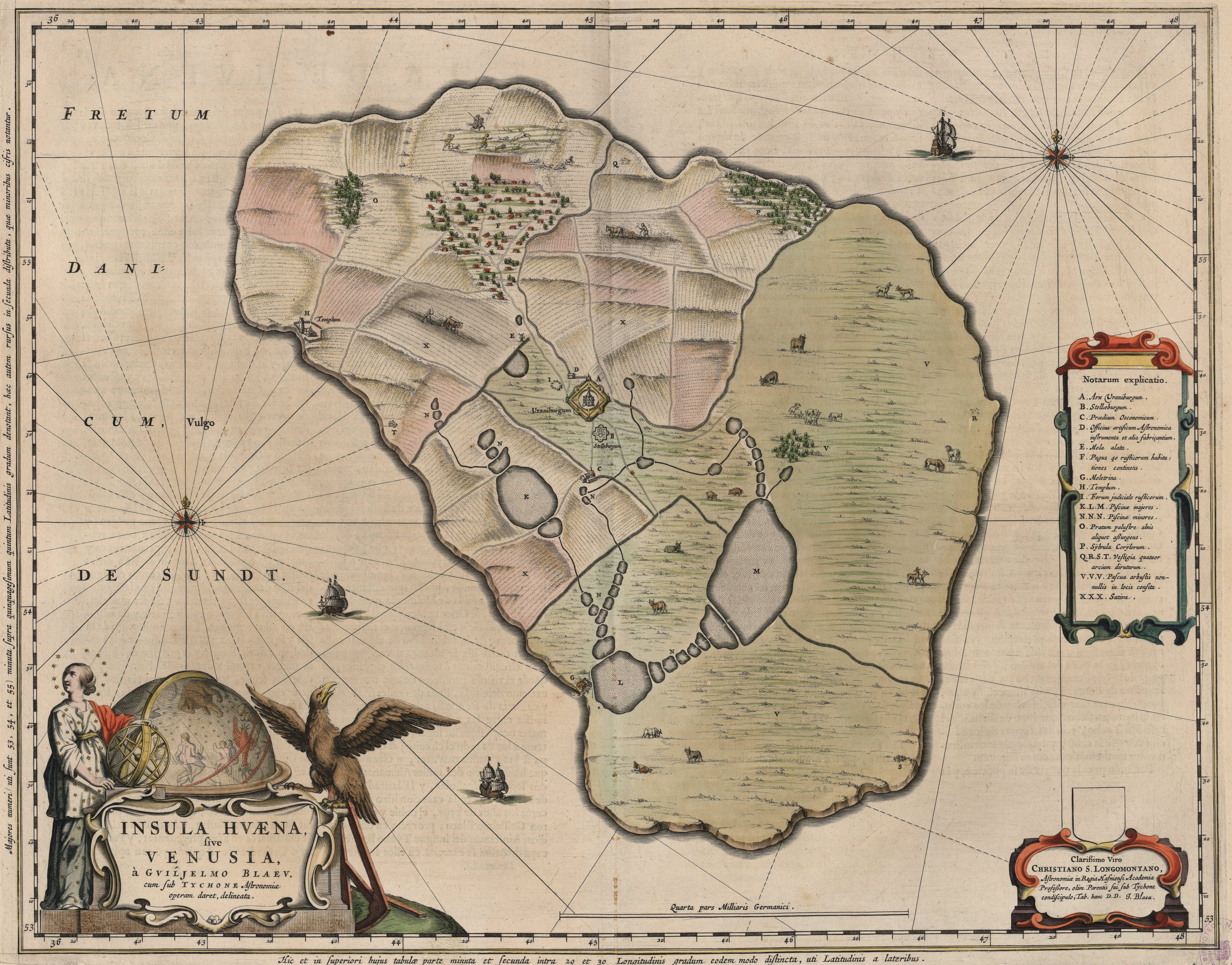
基于由第谷在15世纪绘制的文岛地图，来源：Blaeu Atlas 1663

文岛（瑞典語：Ven），也称汶岛，是坐落在厄勒海峡中的一座瑞典岛屿，17世纪前曾被丹麦管辖。该岛形成于大约7000年前，岛屿面积7.5平方公里，总人口371。人们可以搭乘渡轮到达，在岛上徒步或骑车观光。第谷就曾于此地建立天文台观察超新星和彗星等。

## 风景

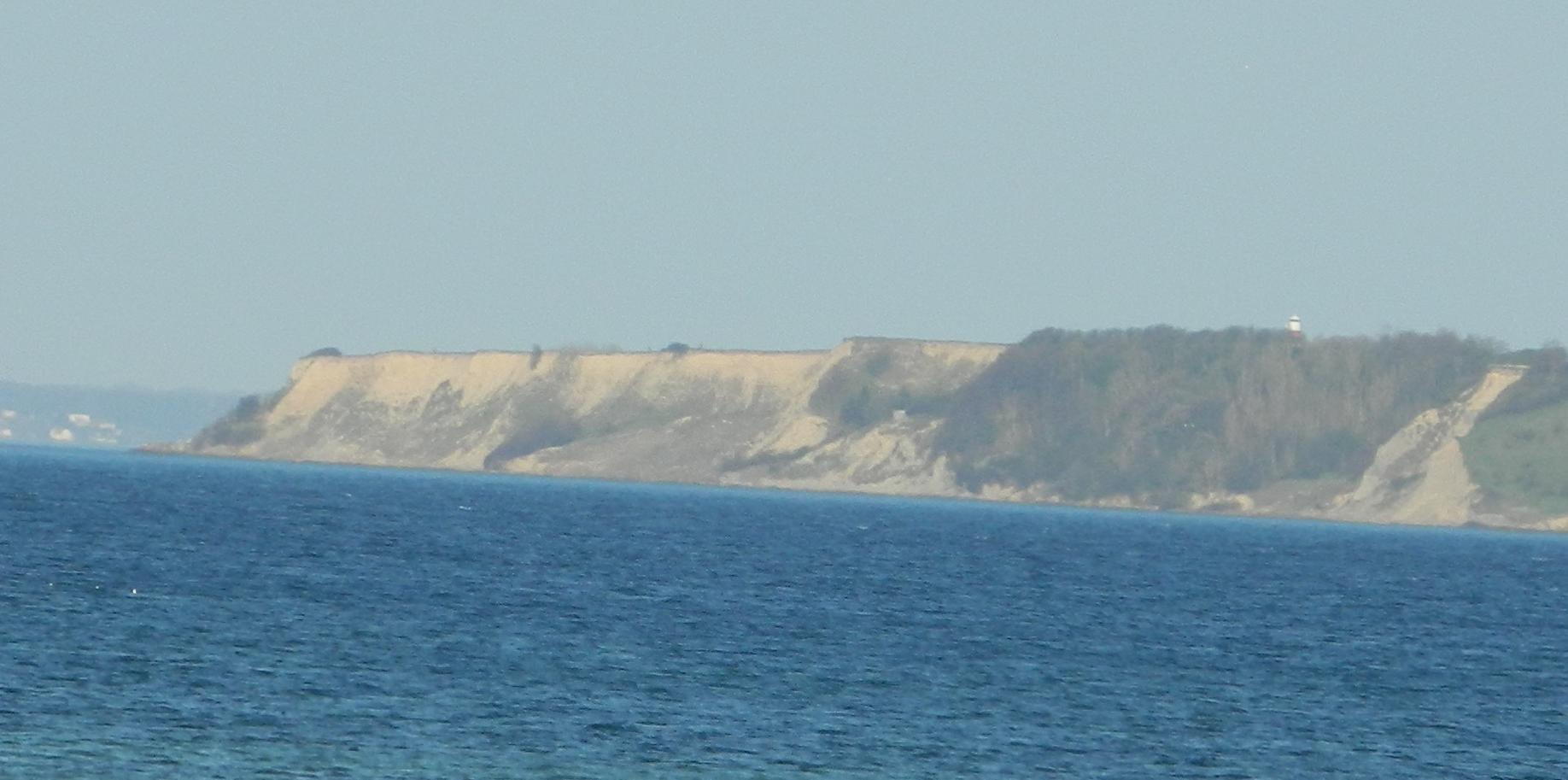
南岸海滩
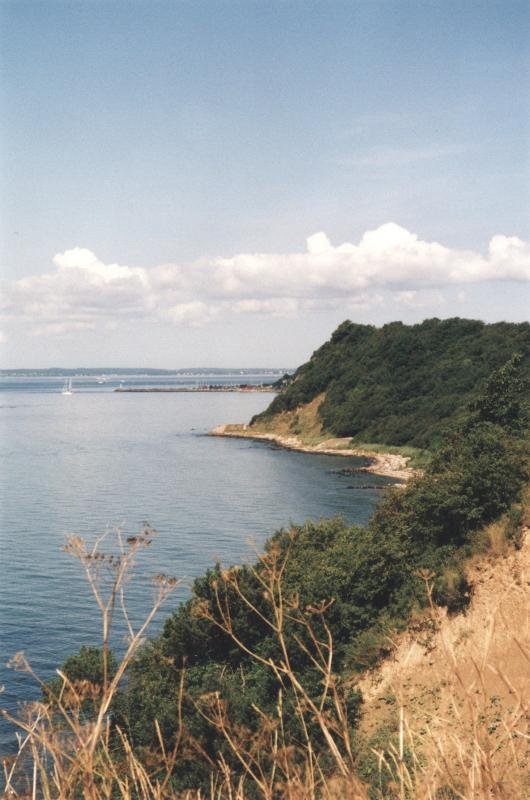
西南方
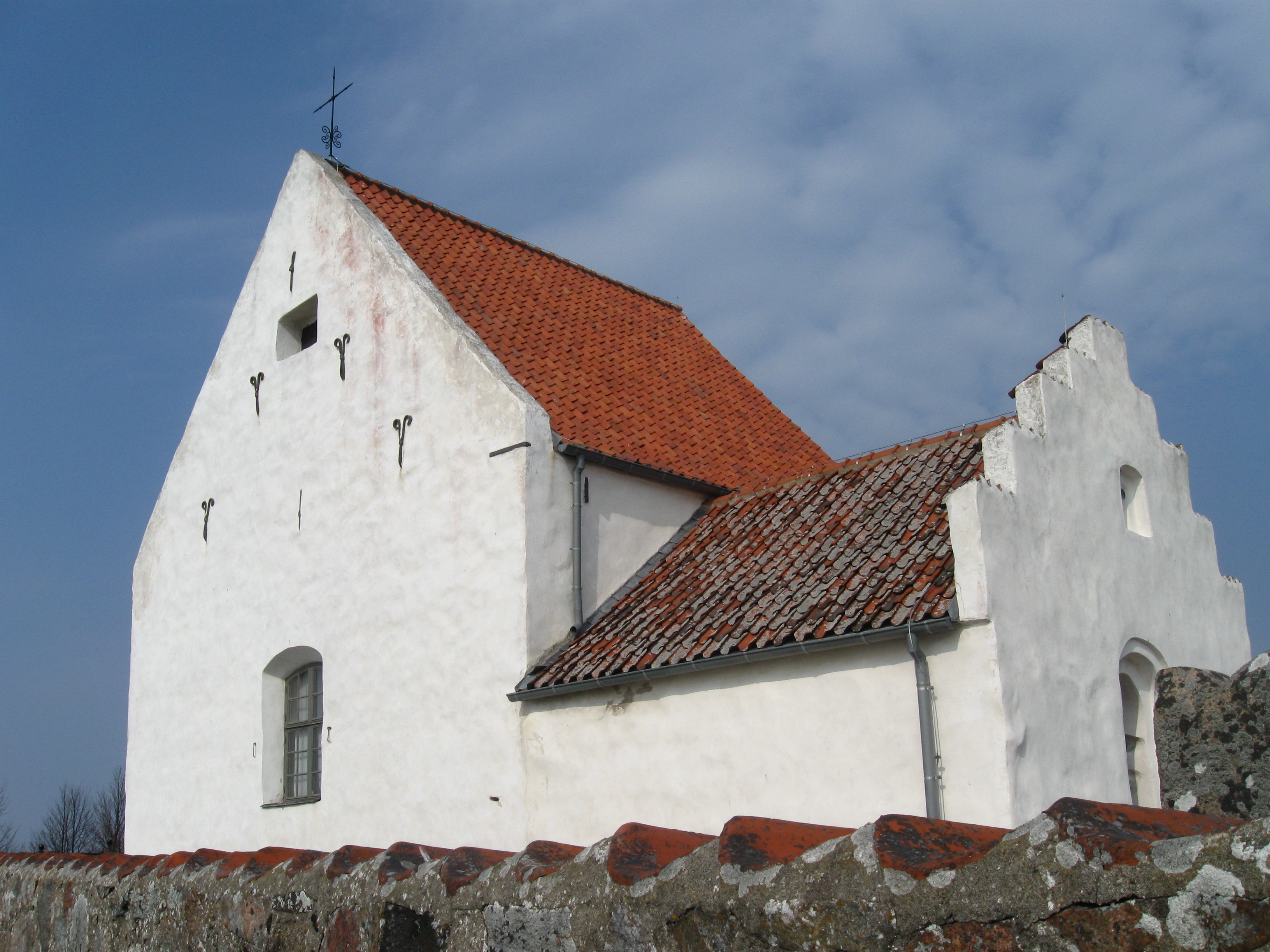
圣伊博教堂
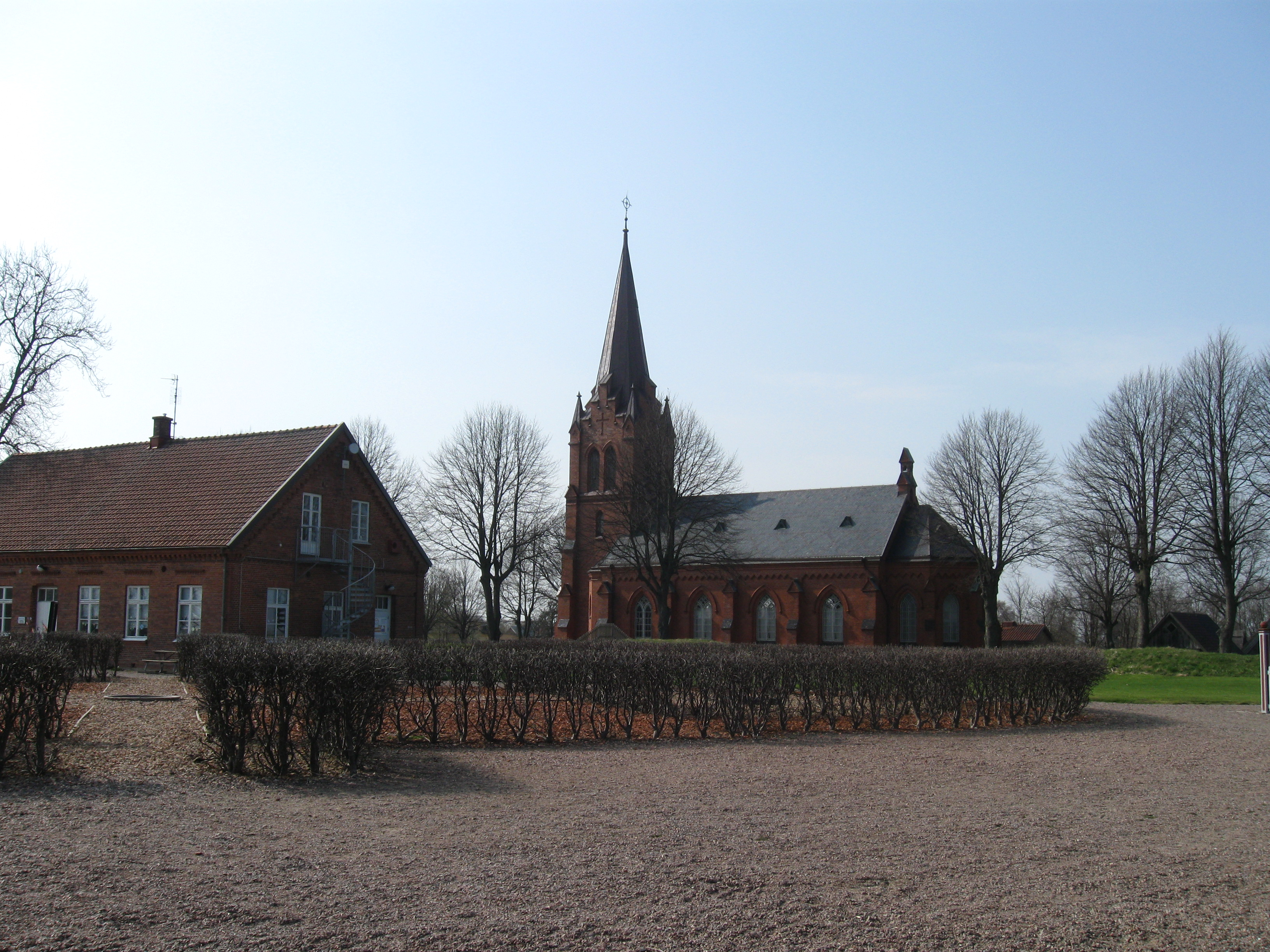
文岛新教堂，目前是博物馆